# National League East
La National League East è una delle sei division della Major League Baseball (una division East, Central e West per ognuna delle due leghe). Gli Atlanta Braves sono la squadra ad averla conquistata il maggior numero di volte (12). La maggior parte dei titolo di Atlanta sono giunti durante una striscia record di 14 vittorie consecutive (Non ci furono playoff nel 1994 e i primi tre titoli di questa striscia vennero quando i Braves facevano parte della National League West.)
La division fu creata quando la National League (assieme alla American League) aggiunse due nuove squadre e si divise in due division, East e West, per la stagione 1969. L'allineamento territoriale della National League era piuttosto peculiare ed era maggiormente diviso in nord/sud piuttosto che in est/ovest. Due squadre nella Eastern Time Zone, gli Atlanta Braves e i Cincinnati Reds, erano nella stessa division con squadra localizzate sulla costa del Pacifico. Questo fu a causa di Chicago Cubs e St. Louis Cardinals, che si rifiutarono di supportare l'espansione a meno che non gli venisse assicurato che sarebbero assieme nella appena creata East division.
Durante l'epoca delle due division, dal 1969 al 1993, Philadelphia Phillies e Pittsburgh Pirates conquistarono complessivamente più della metà dei titoli, avendone vinti 15 su 25 in quel periodo. Furono anche le uniche squadre della division a conquistare la division in annate consecutive in quel periodo di tempo.
Quando la National League si riallineò in tre division nel 1994, i Pirates avrebbero dovuto rimanere nella division East mentre i Braves spostarsi nella nuova National League Central. Tuttavia i Braves, desiderando formare una rivalità con i neonati Florida Marlins, decisero di rimanere nella NL East. Malgrado i Marlins avessero offerto la possibilità di essere nella Central, i Pirates invece cedettero il posto posto nella East ai Braves. Da allora, i Pirates hanno tentato più volte senza successo di essere riposizionati nella East.

## Membri

### Membri attuali
- Atlanta Braves – Unitisi nel 1994; in precedenza nella NL West
- Miami Marlins – Unitisi nel 1993 come expansion (in precedenza noti come Florida Marlins)
- New York Mets – Membro fondatore
- Philadelphia Phillies – Membro fondatore
- Washington Nationals – Membro fondatore (originariamente noti come Montreal Expos)

### Membri precedenti
- Chicago Cubs - Membro fondatore, attualmente parte della NL Central.
- Pittsburgh Pirates - Membro fondatore, attualmente parte della NL Central.
- St. Louis Cardinals - Membro fondatore, attualmente parte della NL Central.
- Montreal Expos - Membro fondatore come expansion team, in seguito divenuti Washington Nationals.